# Veritas Meteor
La Veritas Meteor è stata un'auto di Formula 1 e Formula 2 che ha corso per la Veritas e scuderie private dal 1951 fino al 1953.

## Storia

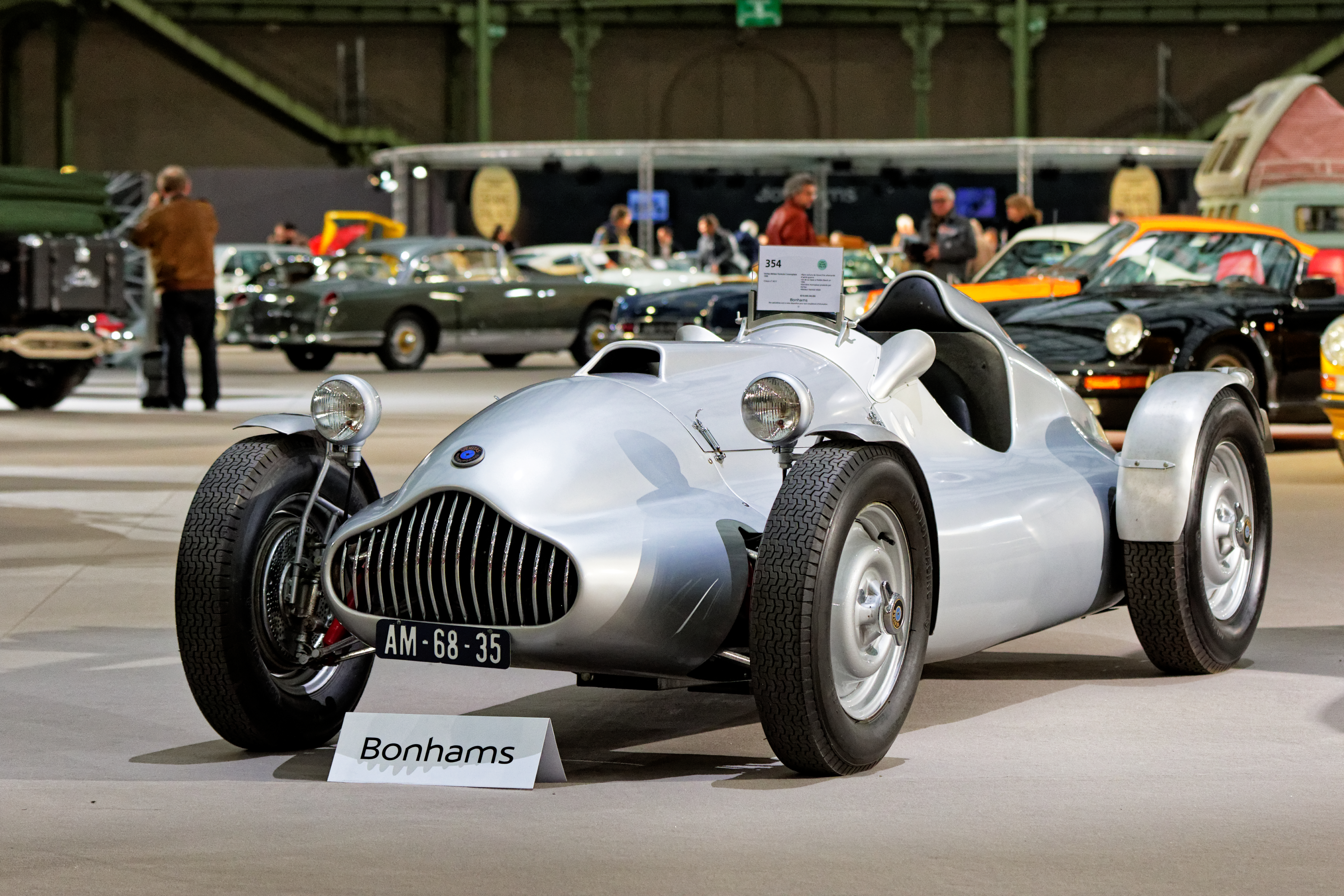
Una Meteor dei primi anni '50 in vendita ad un'asta a Parigi nel 2016.

Nel 1950 la casa fu nuovamente costretta a cambiare sede: Ernst Loof, rimasto solo al vertice dell'azienda, spostò la Veritas nei pressi del Nürburgring, dove si occupò della realizzazione di vetture destinate ai campionati di Formula Uno: la Meteor e la già prodotta RS. La Meteor quindi venne schierata in alcune gare dei campionati di Formula Uno del 1951, 1952 e 1953. Nel 1954 il pilota tedesco Hans Klenk fece competere una versione modificata della Meteor (La Klenk Meteor) nel Gran Premio di Germania guidata dal pilota Theo Helfrich, ritirato poi al 9º giro. In totale però i risultati però furono scarsi e costrinsero la casa tedesca a cessare la produzione nel 1953 e chiudere definitivamente.

## Risultati in Formula 1
| Anno | Scuderia                            | Motore     | Gomme | Pilota        | 1   | 2   | 3   | 4   | 5   | 6   | 7   | 8   | 9   | 0 punti |
| 1951 | Ecurie Espadon                      | Veritas S6 | ?     |               | SVI | 500 | BEL | FRA | GBR | GER | ITA | SPA |     | 0 punti |
| 1951 | Ecurie Espadon                      | Veritas S6 | ?     | Peter Hirt    | Rit |     |     |     |     |     |     |     |     | 0 punti |
| 1952 | Privato/Veritas/Motor-Presse-Verlag | Veritas S6 | E D ? |               | SVI | 500 | BEL | FRA | GBR | GER | OLA | ITA |     | 0 punti |
| 1952 | Privato/Veritas/Motor-Presse-Verlag | Veritas S6 | E D ? | Adolf Brudes  |     |     |     |     |     | Rit |     |     |     | 0 punti |
| 1952 | Privato/Veritas/Motor-Presse-Verlag | Veritas S6 | E D ? | Toni Ulmen    | Rit |     |     |     |     | 8   |     |     |     | 0 punti |
| 1952 | Privato/Veritas/Motor-Presse-Verlag | Veritas S6 | E D ? | Arthur Legat  |     |     | 13  |     |     |     |     |     |     | 0 punti |
| 1952 | Privato/Veritas/Motor-Presse-Verlag | Veritas S6 | E D ? | Hans Klenk    |     |     |     |     |     | 11  |     |     |     | 0 punti |
| 1952 | Privato/Veritas/Motor-Presse-Verlag | Veritas S6 | E D ? | Paul Pietsch  |     |     |     |     |     | Rit |     |     |     | 0 punti |
| 1953 | Privato/Veritas                     | Veritas S6 | E ?   |               | ARG | 500 | OLA | BEL | FRA | GBR | GER | SVI | ITA | 0 punti |
| 1953 | Privato/Veritas                     | Veritas S6 | E ?   | Hans Herrmann |     |     |     |     |     |     | 9   |     |     | 0 punti |
| 1953 | Privato/Veritas                     | Veritas S6 | E ?   | Arthur Legat  |     |     |     | Rit |     |     |     |     |     | 0 punti |
| 1953 | Privato/Veritas                     | Veritas S6 | E ?   | Ernst Loof    |     |     |     |     |     |     | Rit |     |     | 0 punti |
| 1953 | Privato/Veritas                     | Veritas S6 | E ?   | Willi Heeks   |     |     |     |     |     |     | Rit |     |     | 0 punti |
| 1954 | Klenk                               | BMW L6     | P     |               | ARG | 500 | BEL | FRA | GBR | GER | SVI | ITA | SPA | 0 punti |
| 1954 | Klenk                               | BMW L6     | P     | Theo Helfrich |     |     |     |     |     | Rit |     |     |     | 0 punti |